# Michael Fleming
Michael Max Fleming (* um 1935) ist ein US-amerikanischer Jazzmusiker (Kontrabass).

## Leben und Wirken
Fleming spielte mit sechs Jahren Klavier; mit neun Jahren trat er in einer Clownshow auf. Mit 16 Jahren tourte er mit einer Doo-Wop-Gesangstruppe im Mittleren Westen. Seine Karriere als professioneller Musiker begann er in Cincinnati bei Ozier Muhammad. Durch seinen Onkel Jamal Harvey, einen Vibraphonisten, kam er in Kontakt mit Rahsaan Roland Kirk, mit dem er auftrat. 1962 entstanden Liveaufnahmen, als er Mitglied des New York Bass Violin Choir (mit Lisle Atkinson, Ron Carter, Richard Davis, Milt Hinton und Sam Jones) war. 1963 zog er nach New York City und trat mit Kirk im Five Spot auf und wirkte bei Kirk-Alben wie I Talk with the Spirits mit; Kirk spielte auch seinen Titel Tears Sent by You ein. In den frühen 1970er-Jahren hatte er Engagements in New Yorker Jazzclubs als Begleiter der Pianistin Mary Lou Williams, die ihn stark beeinflusste; in dieser Zeit spielte er auch mit Nat Jones. In den 1980er-Jahren war er Mitglied der Formation Licorice Factory (mit Mark Whitecage, Mike Morgenstern, Perry Robinson, Dave Lalama, Walter Perkins), in den 1990er Jahren spielte er mit Nancie Banks. Im Bereich des Jazz war er von 1962 bis 2001 an 19 Aufnahmesessions beteiligt, u. a. mit Chet Baker (Baby Breeze, 1965) und zuletzt mit der John Fick Southern California Jazz Company. Er unterrichtete zwanzig Jahre bei Jazzmobile.